# بنو نشر (دهستان)
بنو نشر دهستانی است در ناحیهٔ (عبس بن ثواب)، و در عزلة بني نشر از اعمال مأرب، در منطقهٔ (کعیبدة)، از توابع استان استان حَجّه در کشور یمن در شبه جزیره عربستان. جمعیت آن ۱۰۸۰ نفر (۲۰۰ خانوار) می‌باشد.